# 太和观 (青岛)
太和观又名北九水庙、九水庙、九水庵是位于山东省青岛市崂山区北宅街道北九水村的一处道教全真道龙门派宫观。第七批全国重点文物保护单位崂山道教建筑群中的11座建筑之一。
明朝天顺二年(1458年)，始建。天顺八年（1464年），重修。清朝乾隆年间，再度重修。乾隆时知县叶栖凤在厢房设石屋书院，供即墨县生员读书，道光中废止。1950年代，太和观有道士2人，庙殿3间，神像2尊，住房20间，地240亩，山岚10亩。当地小学在1950年代初期使用太和观一部分建筑。文化大革命初期，太和观内神像、文物、经卷全部被毁。小学占用全部房屋，设九水小学，后改为九水饭店。1998年，列为区级文物重点保护单位。
太和观正殿祭祀真武。有乾隆时山東巡撫崔應階诗碑留存。